# 美國國務卿辦公室主任
美國國務卿辦公室主任（英語：Chief of Staff to the United States Secretary of State），是美國國務卿辦公室的後勤人員和主要助手的協調員。自拜登政府上台以來，蘇希·喬治一直擔任幕僚長。

## 歷任辦公室主任
- 勞倫斯·威爾克森（英语：Lawrence Wilkerson）（2002年– 2005年1月）
- 布萊恩·岡德森（2005年1月28日 – 2009年1月20日）
- 謝麗爾·米爾斯（英语：Cheryl Mills）（2009年1月21日 – 2013年2月1日）
- 大衛·韋德（2013年2月1日 – 2015年3月8日）
- 喬納森·芬納（2015年3月8日 – 2017年1月20日）
- 瑪格麗特·彼得林（英语：Margaret Peterlin）（2017年2月12日– 2018年3月31日）
- 蘇希·喬治（2021年1月20日 – 至今）

## 外部連結
- 官方網站